# Archaeogomphus nanus
Archaeogomphus nanus är en trollsländeart som beskrevs av James George Needham 1944. Archaeogomphus nanus ingår i släktet Archaeogomphus och familjen flodtrollsländor. Inga underarter finns listade i Catalogue of Life.